# 煽惑叛變

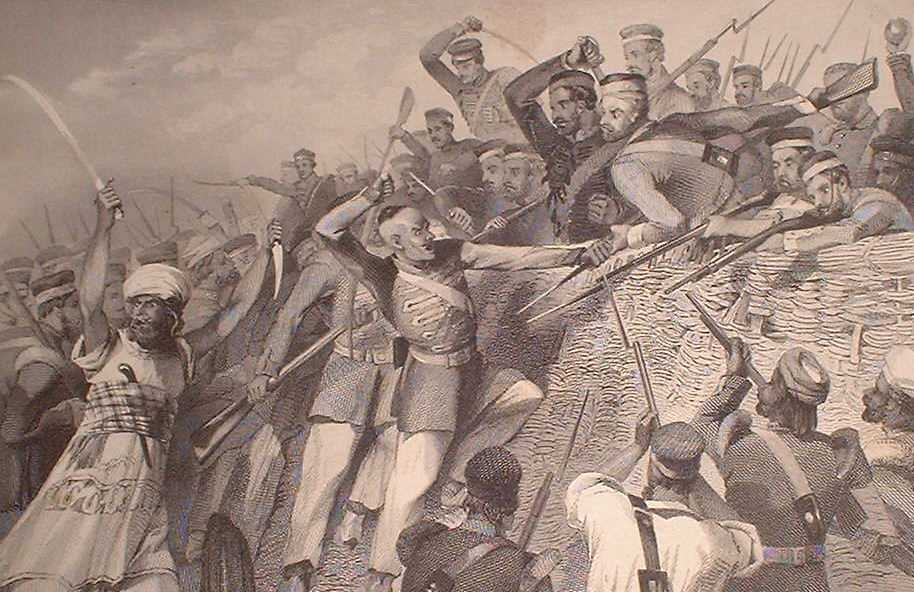
1857年7月30日印度民族起义時發生在勒克瑙的煽惑叛變事件。

煽惑叛變（Incitement to mutiny）是一個在習慣法上使用的法律名詞。根據《香港法例》的《刑事罪行條例》第200章第6條：
- 任何人明知而企圖─
(a) 勸誘英軍成員放棄職責及放棄向女皇陛下效忠；或 (由1992年第54號第19條修訂；由1997年第20號第25條修訂)[1]
(a) 勸誘中國人民解放軍人員放棄職責及放棄向中華人民共和國效忠；或 (由2012年第2號第3條代替)[2]
(b) 煽惑上述任何人─
(i) 作出叛變的作為或作出叛逆或叛變性質的作為；或
(ii)	召開或試圖召開叛變性質的集會，
- 即屬犯罪，一經循公訴程序定罪，可處終身監禁。〔比照 1797 c. 70 s. 1 U.K.〕

在其他場合，“mutiny”亦可用於指“兵變”。有關煽惑叛變這條罪行的出現，可以追溯至18世紀時的大航海時代，即在一群人裡，不論是一支軍隊的成員，又或一艘船的船員，又或整隊成員均為平民，只要這團隊本身擁有合法權力，
但受到組內部分人的公開反對、改變或推翻其合法權力，均屬於“兵變”或“煽惑叛變”，乃刑事罪行。

## 延伸閱讀
- 本条目包含来自公有领域出版物的文本: Chisholm, Hugh (编).  (第11版). London: Cambridge University Press. 1911.
- Leonard F. Guttridge, Mutiny: A History of Naval Insurrection, United States Naval Institute Press, 1992, ISBN 0-87021-281-8